# Josse van Lom
Josse van Lom, auch: Jodocus Lommius (* Anfang des 16. Jahrhunderts in Buren, Gelderland; † unbekannt), war der Leibarzt von Philipp II. und Autor mehrerer bedeutender medizinischer Werke.
Über sein Leben ist wenig bekannt. Er soll in Buren, in der Grafschaft Geldern, geboren worden sein. Sein Vater war Sekretär von Floris van Egmond und dessen Sohn Maximilian von Egmond.

## Leben
Er studierte in Paris Medizin, wo er bei Fernel lernte und dessen Freundschaft er auch erwarb.
Er habilitierte sich in Tournai, wo er 1557 zum Stadtarzt ernannt wurde. Er ging dann aber 1560 weiter nach Brüssel und wurde Leibarzt von Philipp II. Sein letztes Lebenszeichen stammt aus dem September 1562.

## Werke
- 1558, „Commentarii de tuenda sanitate“ , (2. Auflage:1734, 3. Auflage: 1761) 1761
- 1560, „Oberservationum medicarum libri tres“, (10 spätere Auflagen, die letzte 1752) Digitalisat 1726
- 1563, „De curandis febribus continuis liber“, (vier spätere Auflagen, die letzte 1761) Digitalisat 1745
- 1745, „Jodoci Lommii Commentarii de sanitate tuenda in primum librum de re medica Aurel. Cornelii Celsi : cum indicibus necessariis“, (Editio nova emendatissima, cum indice rerum et verborum accuratissimo) Digitalisierte Ausgabe der Universitäts- und Landesbibliothek Düsseldorf

1746 erschien in Amsterdam die Zusammenfassung in 3 Bänden: „Opera omnia Jod. Lommii“.
Guy-Crescent Fagon, Leibarzt von Ludwig XIV., war ein begeisterter Leser.